# Wikipedia hebrajskojęzyczna
Wikipedia hebrajskojęzyczna – hebrajskojęzyczna edycja Wikipedii, uruchomiona w lipcu 2003 roku. Słowa Wikipedia: Wolna encyklopedia brzmią po hebrajsku Wikipedja: Ha-Enciklopedja Ha-Chofszit i zapisywane są ויקיפדיה: האנציקלופדיה החופשית.
3 października 2018 roku hebrajska edycja Wikipedii zawierała ponad 231 tysiące artykułów.

## Historia
- 8 lipca 2003: uruchomiono hebrajską edycję Wikipedii
- 25 października 2003: przekroczono próg 1000 artykułów
- 22 lipca 2004: odbyło się pierwsze spotkanie hebrajskojęzycznych wikipedystów w Tel Awiwie.
- wrzesień 2004: przekroczono próg 10 tys. artykułów.
- 20 września 2004: hebrajska wersja artykułu opisującego flagę Kazachstanu była milionowym artykułem wszystkich edycji językowych Wikipedii.
- marzec 2005: uruchomiono nową stronę główną
- maj 2005: hebrajska Wikipedia przekroczyła próg 20 tys. artykułów.
- lipiec 2006: hebrajska Wikipedia przekroczyła próg 40 tys. artykułów
- 24 grudnia 2006: hebrajska Wikipedia przekroczyła próg 50 tys. artykułów
- 10 stycznia 2010: hebrajska Wikipedia przekroczyła próg 100 tys. artykułów

## Wkład
Wziąwszy pod uwagę względnie niewielką liczbę użytkowników języka hebrajskiego, społeczność hebrajskich wikipedystów jest jedną z najaktywniejszych i najbardziej produktywnych. W jej skład wchodzi ponad 100 regularnie piszących użytkowników, w większości studentów nauk przyrodniczych.
Najwięcej artykułów na hebrajskiej Wikipedii dotyczy nauk ścisłych, historii Izraela i kultury żydowskiej oraz historii wojskowej.